# 80P/Peters-Hartley
La comète Peters-Hartley, officiellement 80P/Peters-Hartley, est une comète périodique du système solaire, découverte le 26 juin 1846 par Christian Heinrich Friedrich Peters à Clinton, dans l'État de New York, puis redécouverte par Malcolm Hartley en 1982.